# Georg Ritschel
Georg Ritschel, též George (13. února 1616 Luční Chvojno – 28. prosince 1683 Hexham), byl českým anglikánským duchovním, filozofem a pedagogem německého původu. Téměř celý život prožil v zahraničí. Je spojován s londýnským Hartlibovým kruhem, a Richard Popkin jej řadil k jeho tzv. “třetí síle”.

## Život
Narodil se 13. února 1616 v Lučním Chvojně (něm. Deutsch Kahn) v severních Čechách jako nejstarší syn Georga Ritschela a jeho manželky Gertrudy. Studoval na univerzitě ve Štrasburku (1633–1640), a po zákazu protestantských konfesí v Čechách raději postoupil dědictví svému mladšímu bratrovi, než aby konvertoval ke katolicismu. Odcestovat do Anglie, kde byl 3. prosince 1641 přijat do Bodleyovy knihovny v Oxfordu.
Po vypuknutí první anglické občanské války opustil Ritschel Anglii a navštívil Haag, Leyden a Amsterdam. Stal se vychovatelem synů sedmihradského knížete Jiřho I. Rákocziho. V roce 1643 navštívil Dánsko a strávil více než rok v Kodani a Sorø. V roce 1644 přicestoval do Polska, kde byl přijat jako asistent Jana Amose Komenského.
Z polského Gdaňsku se Ritschel vrátil do Anglie, kde ho přivítal Samuel Hartlib. Několik let pracoval na projektu podpory Komenského díla Janua Rerum. Po pobytu v Londýně odcestoval do Oxfordu, kde se stal členem Trinity College. Od prosince 1646 mohl znovu studovat v Bodleyově knihovně. V roce 1647 ukončil spolupráci s Komenským, s nímž se lišil ve filozofických postojích, a svoji pozici přenechal svému rivalovi Cyprianu Kinnerovi. 29. srpna 1648 byl jmenován rektorem gymnázia v Newcastlu.
V roce 1655 nebo 1656 byl Ritschel jmenován rektorem školy v Hexhamu v hrabství Northumberland a jako "pastor" tam v srpnu 1657 podepsal list k lordu-protektorovi Oliveru Cromwellovi od správců oblasti Newcastle. Tentýž rok mohl také vyučovat na Durham College, která právě zahájila svoji činnost.
Ritschel zemřel 28. prosince 1683 jako vikář v Hexhamu a byl pohřben v presbytáři svého kostela, ve kterém byl také na jeho památku v chóru umístěn nápis na modrém mramorovém kameni.

## Dílo
- Contemplationes metaphysicae ex natura rerum et rectae rationis lumine deductae, quibus universales rerum habitudines, et respectus, atque dependentiae monstrantur, et notionum communium, ex illorum conjunctione surgentium exhibetur specimen, Oxford 1648.[5] Spis byl věnován patronům, identifikovaným jako Cheney Culpeper a Nicholas Stoughton.[6][7]
- Dissertatio de ceremoniis Ecclesiæ Anglicanæ, qua usus earum licitus ostenditur & à superstitionis & idololatrie crimine vindicatur, Londýn 1661.[8]

## Rodina
Z Ritschelových synů ho George (1657–1717), bakalář z oxfordské St. Edmund Hall, následoval na místě vikáře v Hexhamu; zatímco John z Trinity College v Oxfordu a následně z Christ College v Cambridge byl rektorem kostela sv. Ondřeje v Bywell v Northumberlandu mezi lety 1690 až 1705.